# غريغ سكوت
غريغ سكوت هو لاعب هوكي الجليد كندي، ولد في 3 يونيو 1988 في فيكتوريا في كندا.

## وصلات خارجية
- غريغ سكوت على موقع دوري الهوكي الوطني (الإنجليزية)
- غريغ سكوت على موقع EliteProspects.com (الإنجليزية)
- غريغ سكوت على موقع Eurohockey.com (الإنجليزية)
- غريغ سكوت على موقع HockeyDB.com (الإنجليزية)